# Homa Rousta
Homa Rousta (persa: هما روستا; Teherán, 26 de septiembre de 1946-Los Ángeles, 26 de septiembre de 2015), fue una actriz y directora de cine iraní. 
Hija Eugenia Rousta y Reza Rousta. Estudió en la Universidad de Arte de Teherán. Contrajo matrimonio con Hamid Samandarian en 1972 hasta 2012. Fue madre de Kaveh en 1975.
Falleció el 26 de septiembre de 2015 a los 69 años, en Los Ángeles.

## Filmografía
- 1986, 	Report on a Murder 	...Gozaresh yek ghatl
- 1987, 	The Little Bird of Happiness 	...Parandeyeh koochake khoshbakhti
- 1989, 	All the Temptations of the Earth
- 1991, 	Travellers
- 1992, 	From Karkheh to Rhine 	...Az Karkheh ta Rhein
- 2001, 	Legion